# Seznam osobností pohřbených na Olšanských hřbitovech v Praze

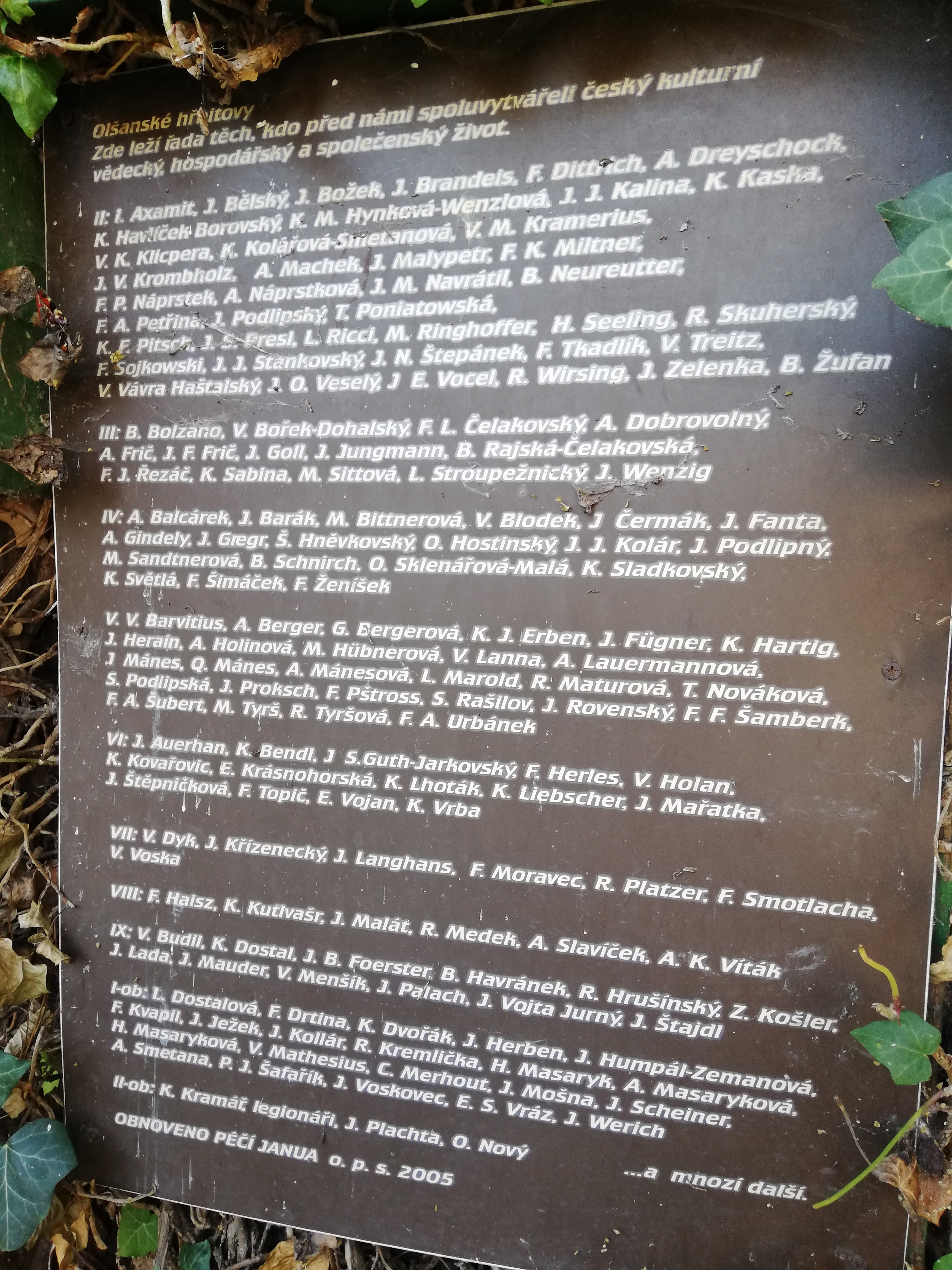
Tabule s přibližnými údaji o místech pohřbení významných osob na Olšanských hřbitovech

Seznam osobností pohřbených na Olšanských hřbitovech v Praze – přehled umístění hrobů některých osobností na Olšanských hřbitovech v Praze. Římská číslice označuje úsek hřbitova „I“ až „X“ a „I. ob“ a „II. ob“; arabská číslice značí část příslušného úseku hřbitova (tedy číslo oddělení); jako poslední je uvedeno číslo hrobu (zkratka „UH“ znamená urnový háj). V tomto hesle jsou osobnosti soustředěny podle příjmení do jednotlivých kapitol nazvaných A až Ž.

## Rozdílnosti
Letopočty narození a úmrtí, zapsané v kulatých závorkách za každou osobností v tomto seznamu uvedenou, se nemusí shodovat s údaji, jež jsou uváděny u hesel osobností ve Wikipedii a nebyly záměrně upravovány (tj. jsou ponechány tak, jak je uvádí zdroj). Totéž platí i o profesích (povoláních) a popisech bezprostředně následujících za zde uvedenými osobnostmi.

## Plánky a seznamy

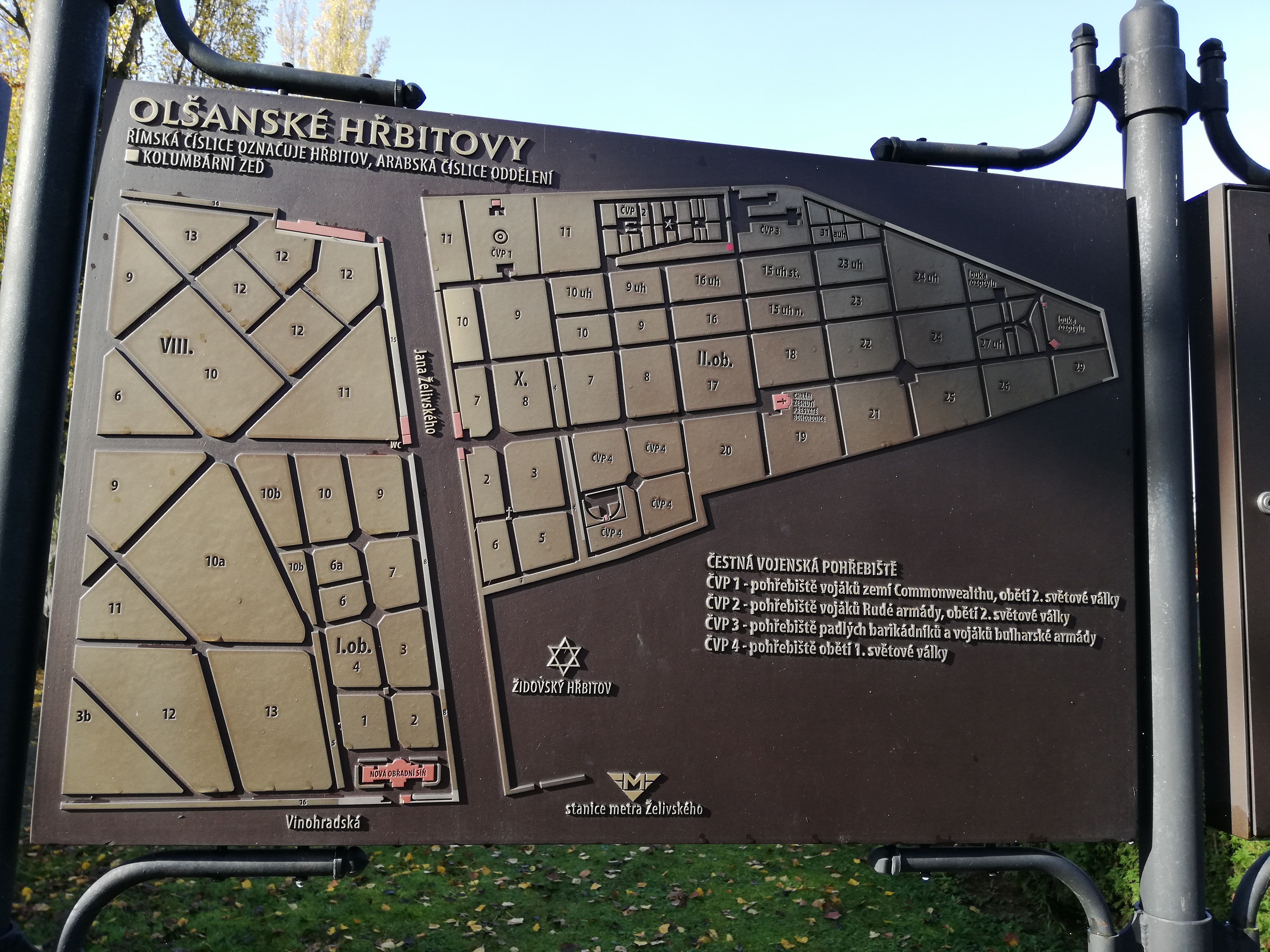
Plánek čestného vojenského pohřebiště na Olšanských hřbitovech

Informativní plánek (orientační tabule se zjednodušenou mapou Olšanských hřbitovů) je na fotografii na konci tohoto hesla. Zde je také ofotografovaný veřejně přístupný seznam osobností pohřbených na Olšanských hřbitovech v Praze, který je uveden na informačních tabulích u vstupu na hřbitovy.
Některé hroby nebo hrobky jsou ozdobeny uměleckými díly význačných umělců, jedná se o tzv. sepulkrální památky. Veřejně přístupný seznam (čísla 1 až 59, respektive 60 až 101) těchto památek na Olšanských hřbitovech v Praze je uvedený na informačních tabulích u vchodu do hřbitova a je k dispozici na fotografiích na konci tohoto hesla.

Neopakovatelná atmosféra Olšanských hřbitovů
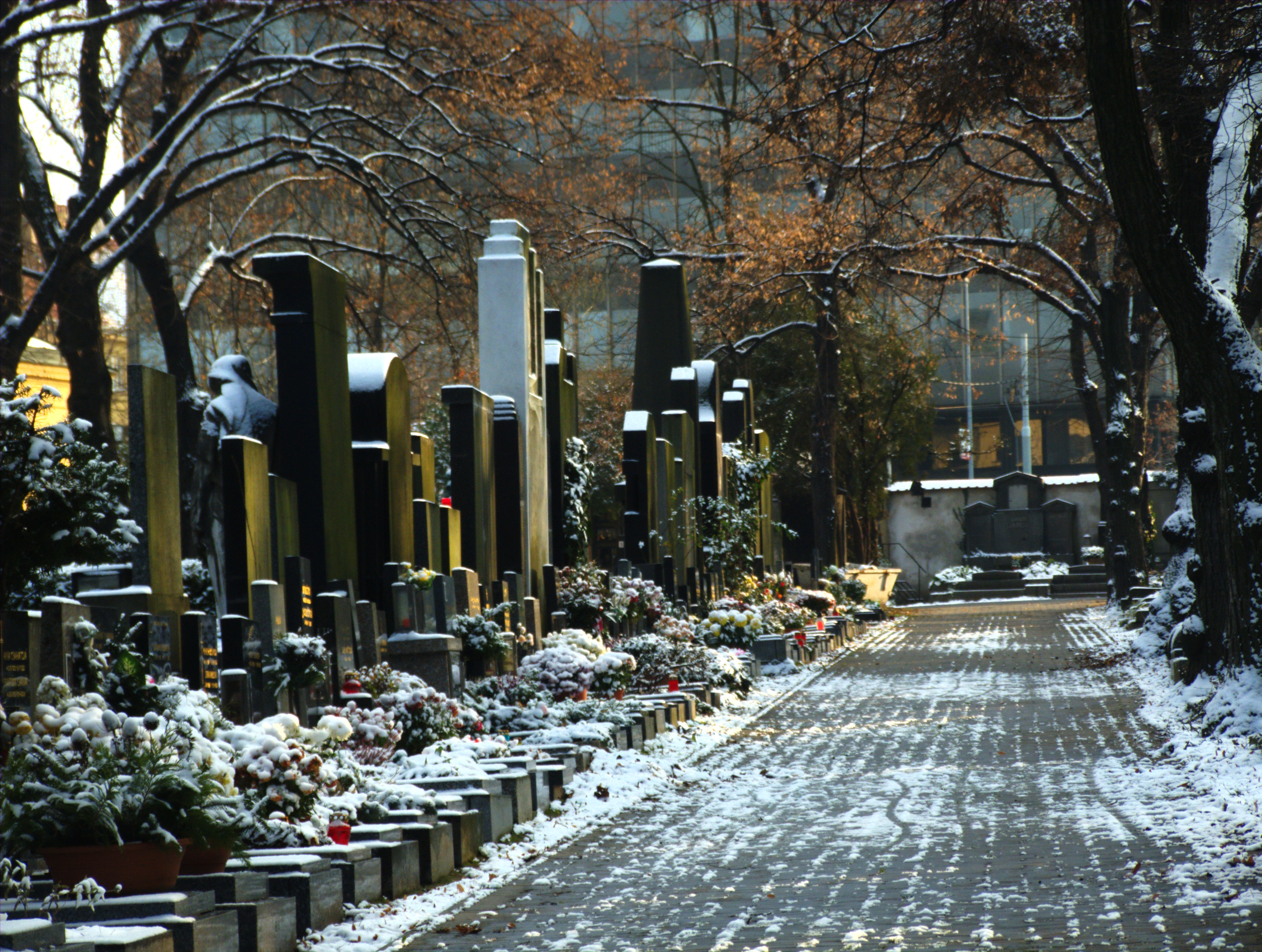
Olšanské hřbitovy v zimním období
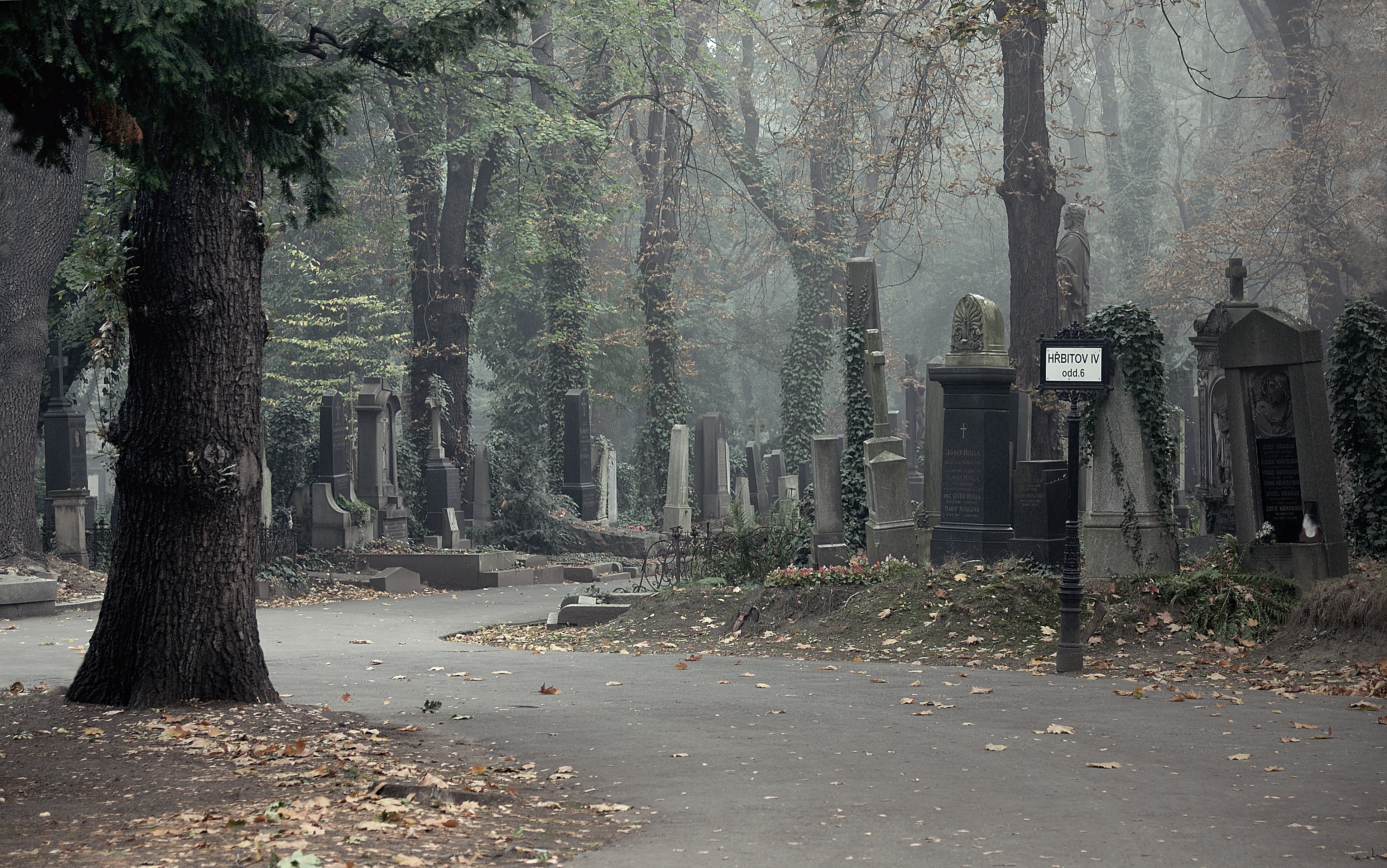
Olšanské hřbitovy, (Část IV.; Oddělení 6)
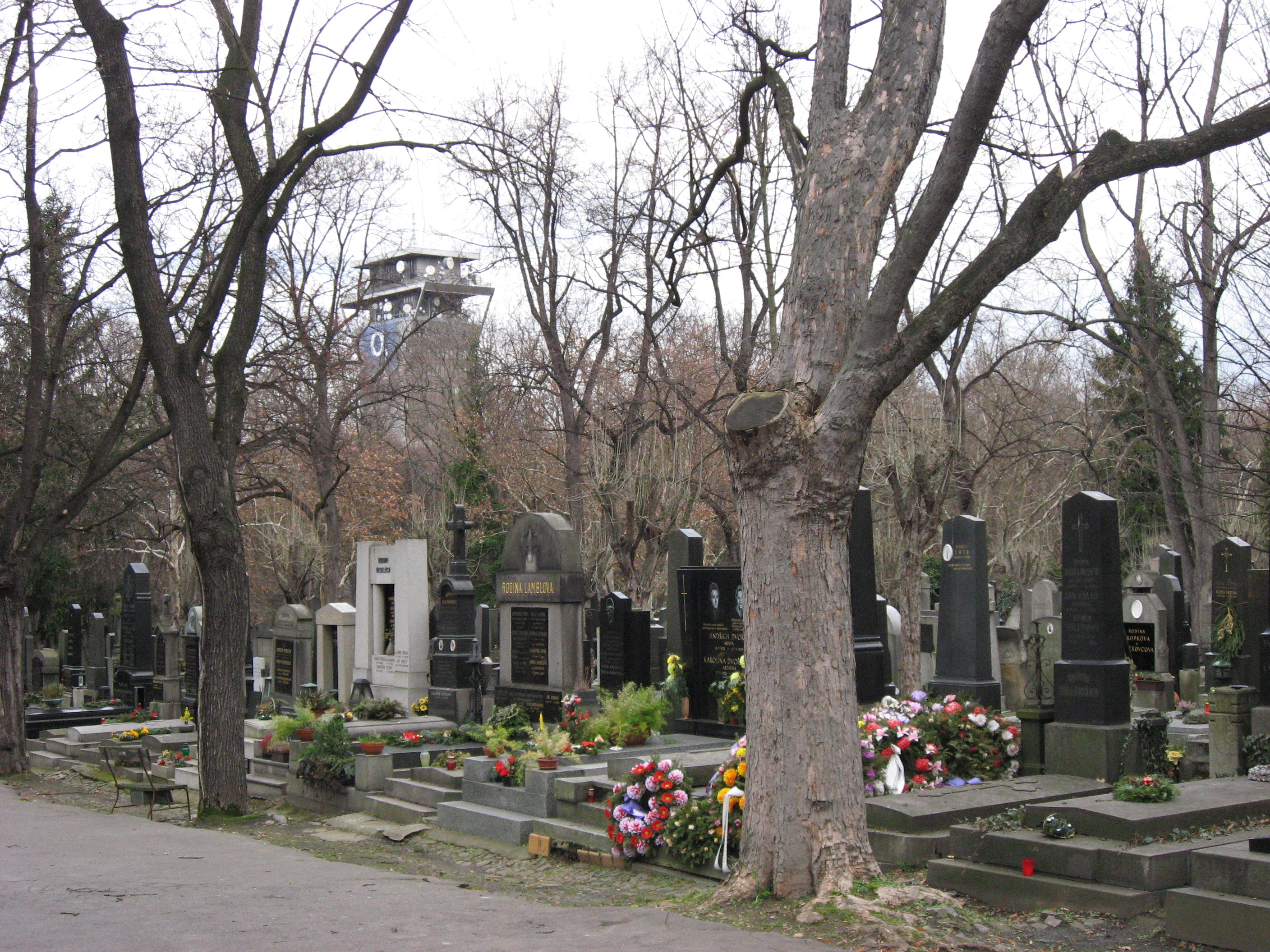
Olšanské hřbitovy, (Část IX.; Oddělení 6)
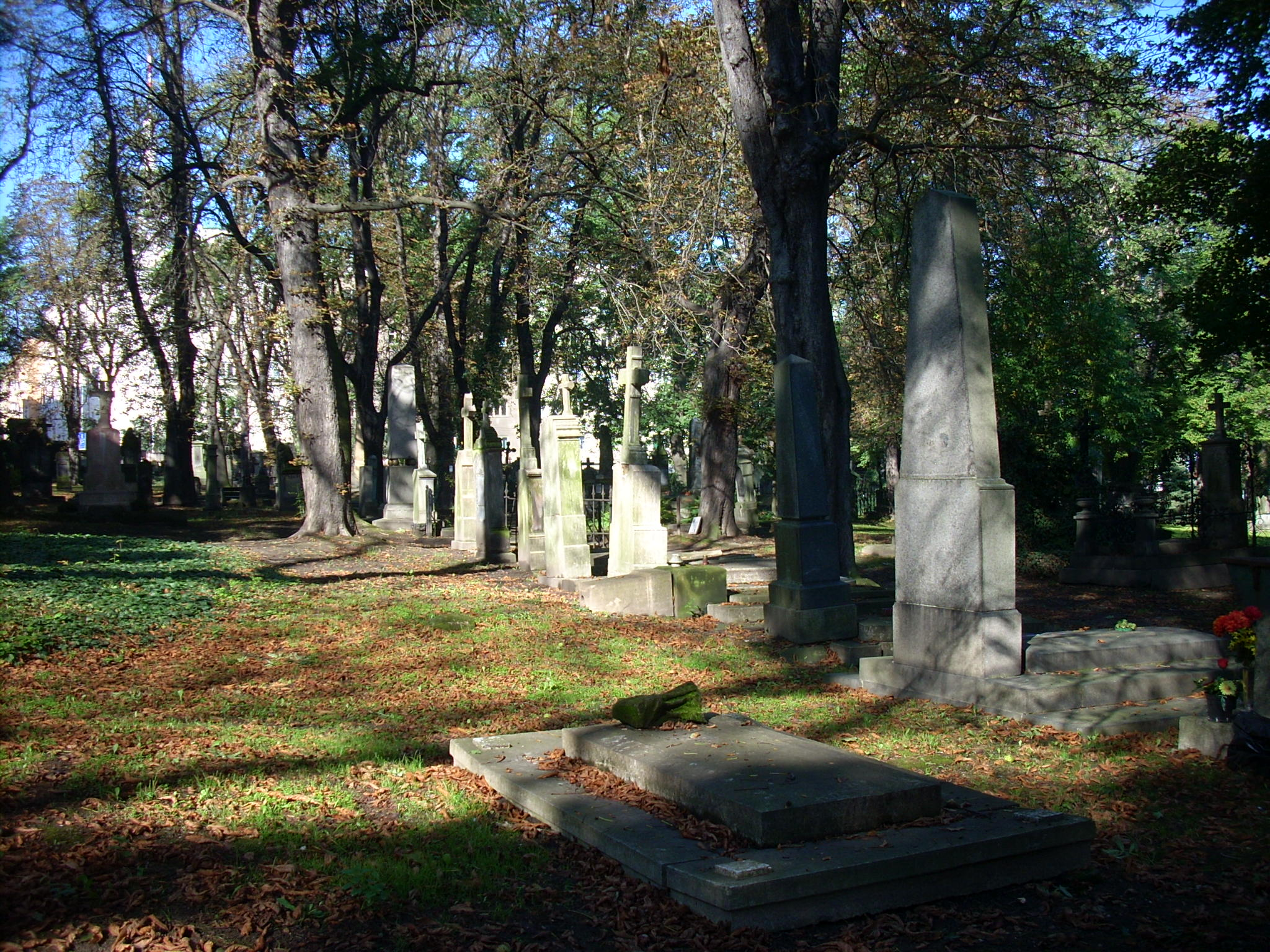
Olšanské hřbitovy na podzim
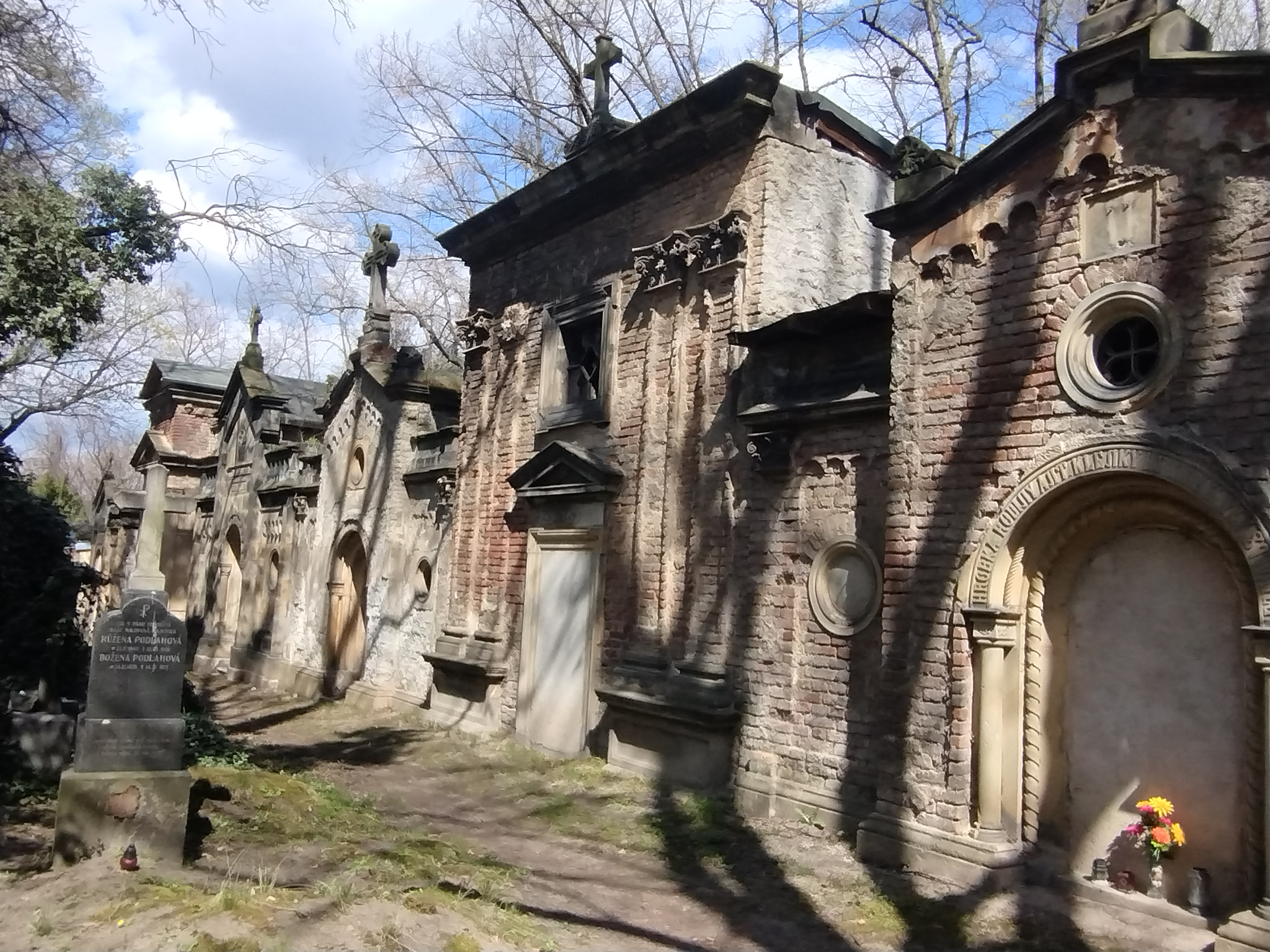
Olšanské hřbitovy I
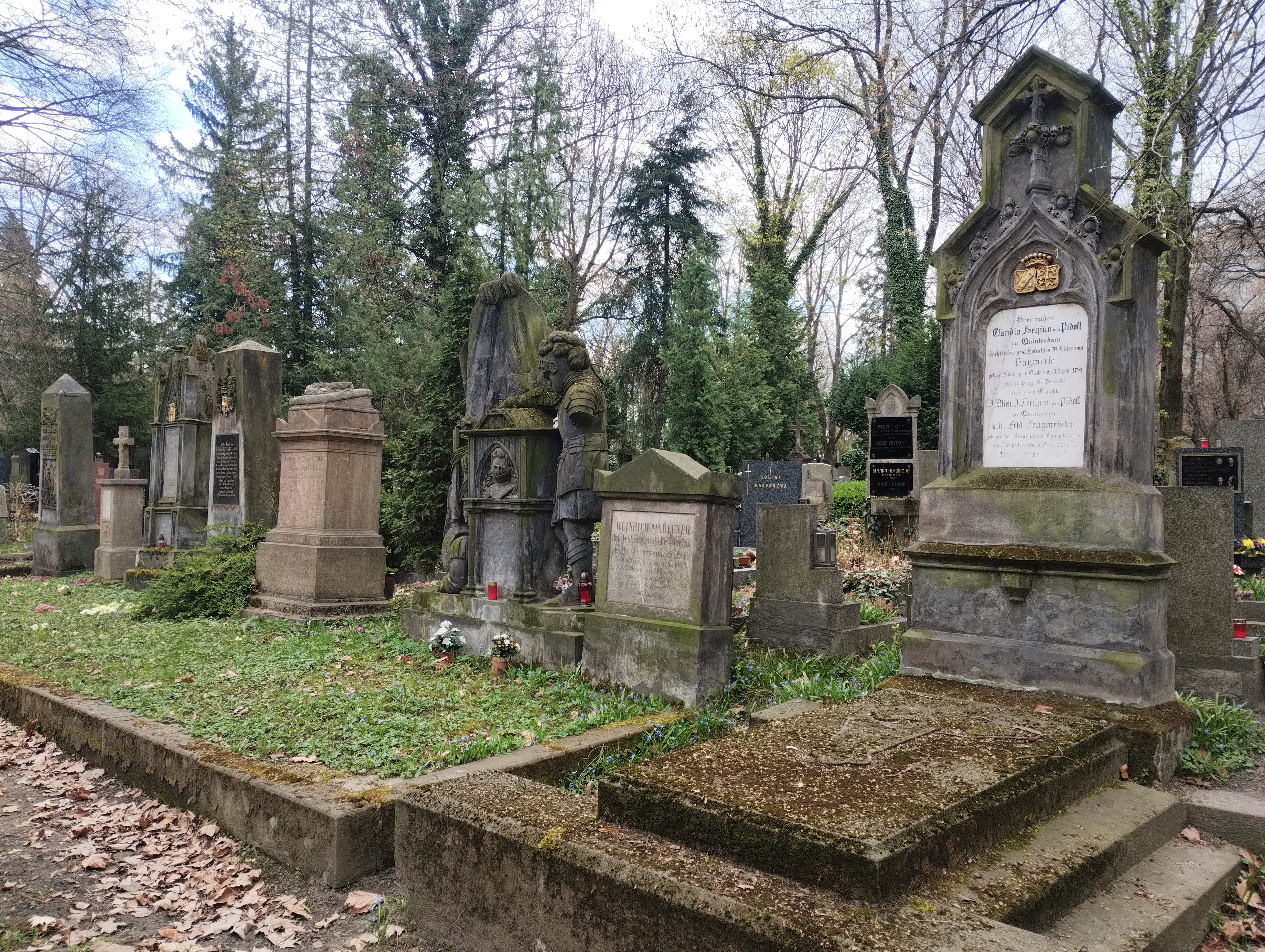
Olšanské hřbitovy I

## A
- Amort Vilém (1864–1913), sochař, V, 10, 209
- Arnold Emanuel (1801–1864), radikálně demokratický politik, osmačtyřicátník, publicista, III, 8, 8–9
- Arnold Jan P. (1785–1872), vlastenecký kněz, III, 8, 8–9[p 1]
- Auská Nonna N.  (1923–2013), lékařka, humanistka, spisovatelka, autorka vzpomínek a cestopisů; II. ob, 18, 173
- Auský Stanislav A. (1922–2010), voják, spisovatel (vojenský historik), autor pomníku ROA na Olšanských hřbitovech a knih o odboji; II. ob, 18, 173
- Averčenko Arkadij Timofejevič (1884–1925), ruský spisovatel, II. ob, 19, 57

## B
- Balcárek Aleš (1840–1862), básník, IV, 6, 258
- Barák Josef (1833–1883), žurnalista, IV, 13, 58; busta od Josefa Strachovského (z roku 1883)
- Bartoněk Vojtěch (1859–1908), malíř a restaurátor, VI, 10 c, 32
- Barvitius Antonín (1823–1901), stavitel, V, 21, 173–4
- Barvitius Viktor (1834–1902), malíř, V, 23, 92
- Bělský Jan (1805–1880), architekt a stavitel, II, 9, 55
- Bělský Quido (1855–1909), stavitel, II, 9, 55
- Benda Jaroslav (1882–1970), grafik, IX, 1, 357
- Bendl Karel (1838–1897), hudební skladatel, sbormistr Hlaholu, VI, 16, 9
- Beneš Svatopluk (1918–2007), herec, člen Městských divadel pražských, IX, 1, 149
- Berger Augustin (1861–1945), tanečník a baletní mistr Národního divadla v Praze, V, 11, 2–3[p 2]
- Bergerová Giulietta (1866–1899), primabalerina Královského zemského (Národního) divadla, V, 11, 2–3[p 2]
- Berousek Ludvík (1902–1954), majitel cirkusu Bernes, IX, 16, 5–6[p 3]
- Beyvl Josef (1906–1978), herec, člen Městských divadel pražských, II. ob, 11, 68uh
- Bienert Richard (1881–1949), ministr vnitra a protektorátní ministerský předseda, III, 6, 78
- Bílý František (1854–1920), literární historik, IX, 3, 280
- Bittner Jiří (1846–1903), herec Národního divadla v Praze, IV, 9, 27
- Bittnerová Maruška (1854–1898), herečka Národního divadla v Praze, IV, 9, 27
- Blodek Vilém (1834–1874), hudební skladatel, klavírista a flétnista, IV, 13, 33
- Bobek Pavel (1937–2013), zpěvák, IX, 9, 673
- Böhm Jaroslav (1901–1962), ředitel Archeologického ústavu AV, VII, 13 a, 113
- Boleslavský Josef Mikuláš (1829–1892), herec, dramatik, překladatel, nakladatel, VII, 11, 857
- Bollardová Františka (1838–1892), herečka Prozatímního a Národního divadla v Praze, V, 9, 341
- Bolzano Bernard (1781–1848), filozof, III, 9, 107
- Born Adolf (1930–2016), malíř, grafik a ilustrátor, VI, 5, 198a
- Boudník Vladimír (1924–1968), grafik a malíř, I. ob, 7, 173
- Božek Josef (1782–1835), vynálezce, II, 9, 27
- Brabec Jiří (1940–2003), klavírista, skladatel, představitel české country music, I. ob, 9, 194uh
- Brandeis Jan (1818–1872), malíř, II, 2, 838
- Brázda Pavel (1926–2017), malíř, výtvarník a ilustrátor, VII, 11, 129-130
- Budil Vendelín (1847–1927), herec, režisér a divadelní ředitel v Plzni, IX, 6, 152
- Buchvaldek Zdeněk (1928–1987), herec, režisér, divadelní ředitel a komunistický funkcionář, II. ob, 31, 15uh
- Bušová Helena (1911–1986), filmová a divadelní herečka, I. ob, 2, 10
- Butta Václav (1888–1968), podnikatel a sběratel umění v Praze, odd. 31, část 2ob, 245

## C
- Calma-Veselá Marie (1881–1966), operní pěvkyně a spisovatelka, I. ob, 10, 286
- Caproni Giovanni († 1900), italský sochař, VII, 14, 102
- Caproni Luigi († 1913), italský sochař, VIII, 10, 601
- Ceyp z Peclínovce Jan (1836–1879), spisovatel, primář blázince, III, 6, 254
- Czech z Czechenherzu Arnošt (1878–1951), spisovatel, VII, 11, 5

## Č
- Čáda František (1865–1918), filozof, IV, 6, 116[p 4]
- Čapek Antonín (1855–1929), lékař, otec bratří Čapků, VII, 11, 108
- Čapková Božena (1866–1924), matka bratří Čapků, VII, 11, 108[p 5]
- Čapková-Palivcová Helena (1886–1961), spisovatelka, sestra bří Čapků, VII, 11, 108
- Čelakovský František Ladislav (1799–1852), básník, překladatel, vydavatel, slavista, III, 4, 278
- Čelakovský Jaromír JUDr.(1846–1914), právník a historik, syn básníka (Františka Ladislava Čelakovského), V, 23, 130
- Čelakovský Ladislav (1834–1902), botanik, syn básníka Františka Ladislava Čelakovského, III, 2, 111
- Čermák Jaroslav (1830–1878), malíř, IV, 7, 1a
- Černá Emma (1937–2018), herečka, IX, 7
- Černoch Karel (1943–2007), zpěvák, IX, 4, 90

## D
- Dedera Franz (1817–1878), policejní rada, deportoval Karla Havlíčka Borovského do Brixenu, III, 6, 44
- Demartini Eduard (1892–1961), akademický malíř, VI, 7b, 32[p 6]
- Dittrich František (1801–1875), pražský primátor, II, 5, 218
- Dolenský Jan (1859–1933), spisovatel, VII, 20, 26[p 7]
- Dlouhý Vladimír (1958–2010), herec, VI, 12b, 79
- Dörfl Gustav (1854–1902), spisovatel, IX, 4, 150
- Dostal Karel (1884–1966), herec a režisér Národního divadla v Praze, IX, 6, 40
- Dostalová Leopolda (1879–1972), herečka, členka činohry Národního divadla v Praze, I. ob, 2, 45
- Dostalová Maruška (1879–1903), akademická malířka, VI, 10b, 21
- Dragoun Václav (1865–1950), český poštovní úředník a první ředitel Poštovního muzea, IX, 6, 84–85[4]
- Dreyschock Alexandr (1818–1869) hudební skladatel, pianista, II, 4, 19
- Drobník Mansfeld František (1876–1923), člen Národního divadla (ND), I. ob, A, 46
- Drtina František (1861–1925), univerzitní profesor, I. ob, 5, 95
- Durasová-Štursová Bolenka (1886–1961), členka Vinohradského divadla, Štursova žena, I. ob, 9, 95[p 8]
- Durdík Josef (1837–1902), filozof, III, 8, 39
- Dvořák Karel (1810–1866), sochař, V, 10, 265[p 9]
- Dvořák Karel (1893–1950), sochař, manžel herečky Leopoldy Dostalové, I. ob, 2, 45
- Dvořák Rudolf (1860–1920), univerzitní profesor, orientalista, VI, 8, 93
- Dyk Viktor (1877–1931), básník a dramatik, VII, 13b, 26

## E
- Eckert Jindřich (1833–1905), fotograf, IX, 16, 2
- Eim Gustav (1849–1897), novinář, V, 19, 20
- Eisner Pavel (1889–1958), spisovatel, VI, 7b, 15
- Ekert František (1845–1902), farář a spisovatel, V, 23, 65–67
- Engelmüller Ferdinand (1867–1924), malíř, III, 2, 151
- Erben Karel Jaromír (1811–1870), básník, V, 11, 44a

## F
- Fanta Josef (1856–1954), architekt, IV, 9, 45
- Fialka Ladislav (1931–1991), mim, zakladatel československé školy klasické a moderní pantomimy, II. ob, 31a, 179uh
- Filip Dorotej Dimitrij Georgievič (1913–1999), pravoslavný metropolita Českých zemí a Slovenska, II. ob, u ruské kaple
- Filip František (1930–2021), filmový a televizní režisér, VI, 12a, 44
- Fišer Stanislav (1931–2022), herec a dabér, člen Městských divadel pražských, II. ob, 7, 25
- Flajšhans Václav (1866–1950), filolog, VIII, 2, 69
- Fontaine de la Charles Christian († 1876), francouzský spisovatel, II, 2, 134[p 10]
- Foerster Josef Bohuslav (1859–1951), hudební skladatel a pedagog, IX, 2, 70
- Förster Josef (1833–1907), hudební skladatel, IX, 2, 70 – bronzový reliéf na pomníku – od sochaře Viléma Amorta
- Fragner Benjamin (1824–1886), lékárník, V, 21, 249
- Frankl František Josef († 1888), herec, VII, 18a, 53
- Freslová Libuše (1898–1982), herečka, členka Divadla na Vinohradech, manželka herce Ludvíka Veverky, V, 18, 60
- Frič Antonín (1832–1913), univerzitní profesor zoologie, bratr Josefa Václava Friče, IV, 7, 1
- Frič Josef František, JUDr.(1804–1876), advokát, otec Josefa Václava Friče, III, 4, 235
- Frič Josef Jan (1861–1945), prezident Národohospodářského ústavu České Akademie Věd (AV), syn Josefa Václava Friče, III, 4, 235
- Frič Václav Vojtěch (1839–1916), přírodovědec, bratr Josefa Václava Friče, III, 4, 235
- Frič Vojtěch (1844–1918), náměstek pražského primátora, bratr Josefa Václava Friče, III, 4, 235
- Frynta Emanuel (1888–1949), učitel a překladatel, VII, 14d[p 11]
- Fügner Jindřich (1822–1865), zakladatel Sokola, V, 8, 164, dvojportrét Tyrše a Fügnera od Bohuslava Schnircha, náhrobek od Josefa Schulze, 1866
- Führich Josef (1800–1876), malíř, IV, 8, 46
- Fuks Ladislav (1923–1994), spisovatel, II. ob, 22

## G
- Gajerová Naděžda (1928–2017), herečka, členka činohry Národního divadla v Praze, VI, 7d, 42
- Gamza Vladimír (1902–1929), výtvarník, překladatel a režisér Národního divadla v Praze, IV, 5, 68–69
- Gindely Antonín (1829–1892), historik, IV, 7, 176
- Goll Jaroslav (1846–1929), historik, pedagog a překladatel, dědeček herečky Nataši Gollové, III, 6, 34
- Gottwald Klement (1896–1953), prezident ČSR 1948 až 1953, V, 22, 137
- Gregor Achille (1910–1998), spisovatel, IX, 4, 49
- Grégr Julius (1831–1896), politik, majitel Národních listů , IV, 11, 39–41 – jeden z největších pomníků podle návrhu architekta Rudolfa Kříženeckého a sochaře Bohuslava Schnircha, 1900
- Grossman Jan (1925–1993), divadelní režisér, dramaturg a kritik, IX, 13, 69
- Groš Karel, JUDr. (1865–1938), pražský primátor, IV, 3, 100
- Gruss Gustav (1854–1922), český astronom, 1ob, 8, 15
- Guth-Jarkovský Jiří (1861–1943), spisovatel, ceremoniář prezidenta republiky, VI, 7c, 201
- Guth Karel, PhDr. (1883–1943), archeolog, VI, 7c, 20

## H
- Haase Bohumil (1765–1824), knihtiskař, IV, 6, 5
- Haase šlechtic z Wranova rytíř Ondřej (1804–1864), vydavatel deníku Bohemia, IV, 6, 5[p 12]
- Hais František (1818–1899), pražský flašinetář, VIII, 5, 787[p 13]
- Hanka Ignác († 1879), farář u svatého Jindřicha, bratr Václava Hanky, II, 2, 739[p 14]
- Hanuš Ignác J. (1812–1869), filozof, II, 6, 49
- Harlas František Xaver (1865–1947), spisovatel, ředitel Muzea hlavního města Prahy, VI, 9d, 26
- Hartmann František († 1914), ředitel zpěvní síně, IX, 6, 161[p 15]
- Hartmann Josef († 1911), herec, IX, 6, 161
- Haškovec Ladislav, MUDr. (1866–1944), univerzitní profesor neurologie na Karlově univerzitě (KU), V, 18, 58
- Haussmann Jiří (1898–1923), spisovatel, VII, 12, 34
- Havlíček Borovský Karel (1821–1856), novinář, básník, II, 10, 68, náhrobek podle návrhu Josefa Zítka s medailonem od Bohuslava Schnircha, 1870
- Havránek Bedřich (1821–1899), malíř, III, 3, 93
- Heller Servác Bonifác (1845–1922), spisovatel, V, 10, 21
- Hellerová Mariana (1878–1937), herečka, dcera Serváce Hellera, V, 10, 21
- Herain Jan (1848–1914), historik umění, archivář, V, 12, 45[p 16]
- Herain Josef Vojtěch (1852–1918), spisovatel, III, 7, 65[p 17]
- Herain K. V. (1890–1953), ředitel UMPRUM, V, 12, 45[p 18]
- Herben Jan (1857–1936), spisovatel, I. ob, 8, 1k
- Herold Eduard (1820–1895), malíř a spisovatel, VIII, 2, 219
- Herold Jiří (1875–1934), člen Českého kvarteta, V, 22, 140
- Heřman-Zefi Josef († 1925), spisovatel, kabaretiér, III, 5, 386[p 19]
- Hes Richard (1963–2014), tanečník, choreograf a producent, IX, 13, 389
- Hladík Radim (1946–2016), rockový kytarista, skladatel a pedagog, IX, 8, 2
- Hladík Václav (1868–1913), spisovatel, IX, 3a, 25[p 20]
- Hlávka Miloš (1907–1945), spisovatel a básník, IV, 5, 55
- Hlinka Ivan (1950–2004), hokejista a hokejový trenér, I. ob, 10, 150uh
- Hloucha Joe (1881–1957), japanolog, cestovatel a spisovatel, IX, 3a, 88
- Hněvkovský František (1887–1960), brigádní generál, 2ob, II, 31
- Hněvkovský Šebestian (1770–1847), básník, IV, 14, 121
- Hnilička Eduard (1887–1967), architekt, fotograf a grafik, IX, 8, 1412uh
- Hoffmeister Adolf (1902–1973), spisovatel, malíř, karikaturista, IX, 3b, 376
- Holan Antonín (1863–1935) – brigádní generál; II. ob, 25, ?[13]
- Holan František (1882–1953), malíř, I. ob, 10, 34
- Holan Vladimír (1905–1980), básník, IX, 10a, 785
- Holar František (1917–1970), herec, člen Městských divadel pražských, IX, 6, 155
- Holinová Anna (1834–1910), láska Jana Nerudy, V, 9, 130, hrob neexistuje
- Holzknecht Václav (1904–1988), klavírista, hudební vědec a publicista, IX, 4, 319
- Horák Karel (1861–1904), architekt, starosta Sokola vinohradského, VI, 12a, 4, jeho hrobka je dílem sochaře Viléma Amorta
- Horáková Jarmila (1904–1928), herečka, členka činohry Národního divadla v Praze, IX, 12, 152
- Horčička František (1776–1856), malíř, V, 3, 12
- Horejc Jaroslav (1886–1983), sochař, IV, 10, 128
- Hostinský Otokar (1847–1910), filozof, estetik, IV, 1, 30
- Houdek Vladimír (1869–1908), básník, V, 22, 20[p 21]
- Rodina Aloise Hrdličky; jejich pomník od sochaře Františka Rouse patří mezi nejrozměrnější. Znázorňuje matčin sen, předjímající smrt syna
- Hron Karel (1869–1894), náčelník karlínského Sokola, V, 11, 42
- Hrušínský Rudolf starší (1897–1956), herec a divadelní režisér, otec Rudolfa Hrušínského, IX, 9, 139
- Hrušínský Rudolf (1920–1994), herec a režisér, člen činohry Národního divadla v Praze, IX, 9, 139
- Hruška Emerich Alois (1895–1957), malíř a spisovatel, VII, 18d, 52
- Hruška Karel (1891–1966), operní pěvec, člen opery Národního divadla v Praze, VIII, 5, 904
- Hübner Josef (1857–1920), divadelní ředitel, V, 10, 57
- Hübnerová Marie (1866–1931), herečka, členka činohry Národního divadla v Praze, V, 10, 57
- Hübschman Alois (1907–1945), architekt, VII, 4, 15[p 22]
- Hübschman Bohumil (1878–1961), architekt, VII, 4, 15
- Hübschman Bohumil (1905–1965), akademický architekt, syn předchozího (tj. syn Bohumila Hypšmana), VII, 4, 15[p 23]
- Husník Jakub (1837–1916), malíř a vynálezce světlotisku, VII, 22, 216
- Huttary Josef (1842–1890), malíř, IV, 10, 33

## Ch
- Chalupa Karel (1864–1904), spisovatel, IV, 6, 278[p 24]
- Chalupecký Jindřich, MUDr. (1864–1918), univerzitní profesor, IV, 11, 218[p 25]
- Chalupecký Jindřich (1910–1990), spisovatel, teoretik výtvarného umění, IV, 11, 218[p 25]
- Charvát Alois (1857–1933), herec, IV, 10, 30[p 26]
- Churavý Josef (1894–1942), legionář, důstojník Československé armády, zástupce velitele Vojenského zeměpisného ústavu (VZÚ) Praha, významná osobnost protifašistického odboje; VII, 14c, 23 (v nohách obrubníku číslo 776)
- Chvalina Josef (1920–1982), herec, člen Divadla na Vinohradech, VII, 15a, 117

## J
- Jančák František (1856–1921), majitel kavárny Union, IX, 5, 28
- Janda Jiří (1865–1938), zakladatel pražské ZOO, VI, 12a, 59
- Jandouš Alois (1838 - 1893), zakladatel České farmakologické společnosti, V, 21, 235-236
- Janoušková Aťka (1930–2019), herečka a dabérka, II, 1, 184
- Jansa Václav (1850–1913), malíř Prahy, I. ob, 2, 15
- Janská Erna (1899–1935), vydavatelka, V, 17, 35
- Janský Karel (1890–1959), spisovatel, V, 17, 35[19]
- Javůrek Karel (1815–1909), malíř, III, 7, 54
- Jegorov Eugen (1937–1992), jazzový hudebník (saxofonista) a herec, II. ob, 31, 450uh
- Jeník Miloslav (1884–1944), operní pěvec, člen opery Národního divadla v Praze, V, 21, 24
- Ježek Antonín, P. († 1922), kněz, spisovatel, IX, 3a, 285[p 27]
- Ježek Jaroslav (1906–1942), hudební skladatel, I. ob, 9, 267, urna s popelem dopravena z USA
- Jiránek Miloš (1875–1911), malíř, spisovatel, I. ob, 1, 85
- Jiránková Nina (1927–2014), herečka, členka Městských divadel pražských, IX, 8, 26a
- Jirásek Arnold (1887–1960), chirurg, VIII, 6, 40
- Jirát Vojtěch (1902–1945), spisovatel, IX, 4, 120
- Jonáš Karel (1865–1922), spisovatel, III, 1, 96
- Jungmann Josef (1773–1847), jazykovědec, buditel, III, 8, 28a
- Jungmann Josef Josefovič (1801–1833), překladatel syn předchozího tj. Josefa Jungmanna, III, 8, 28a

## K

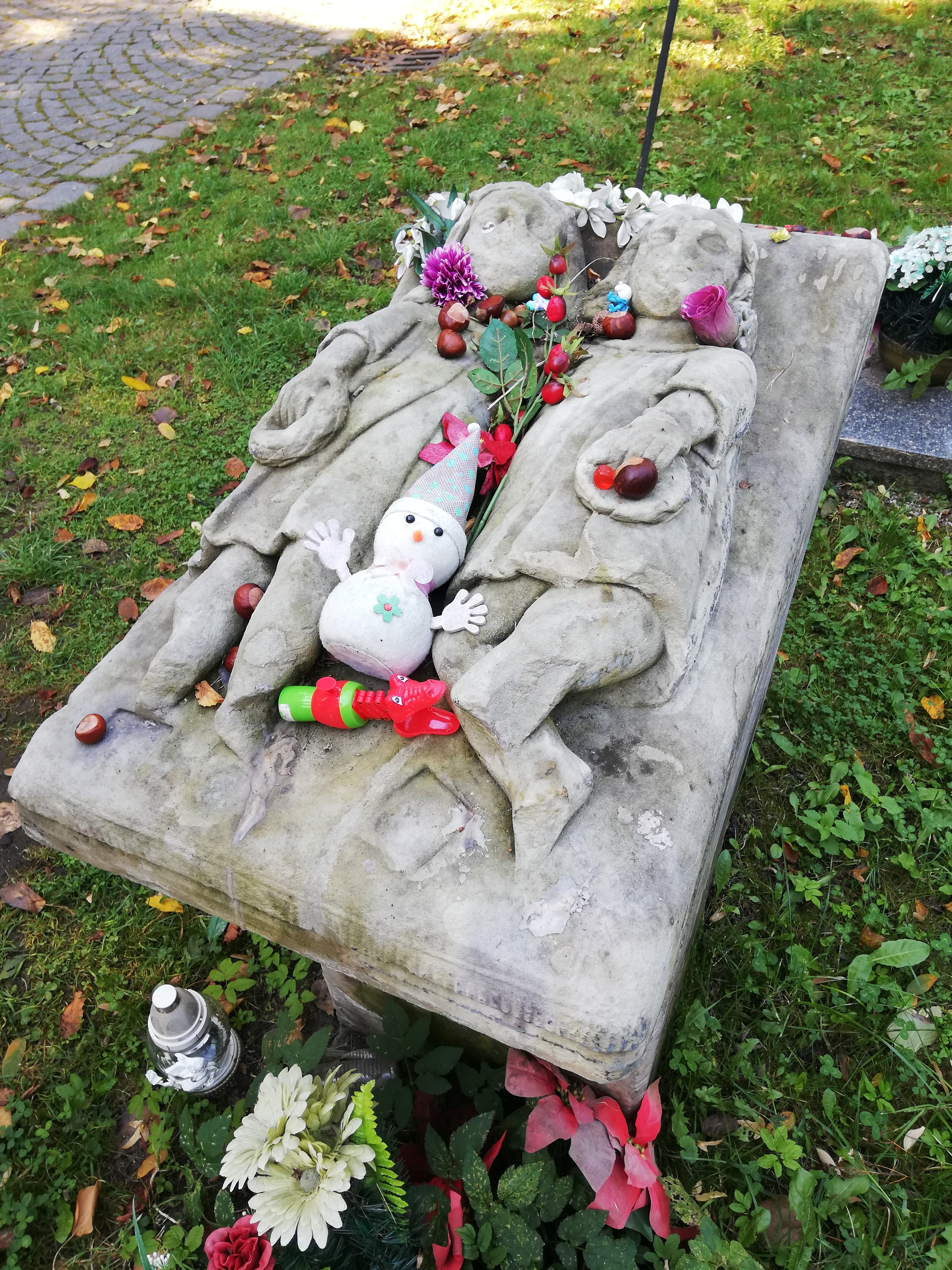
Celkový pohled na náhrobek sester Klenkových

- Kaiser Rudolf (1881–1936), lidový loutkář, VIII, 6
- Kalenda Alois (1849–1913), spisovatel, IX, 3a, 1[p 28]
- Kalina Josef Jaroslav (1816–1847), básník, II, 2, 344
- Kalousek Josef (1838–1915), historik, VII, 22, 48
- Kalousek Vladimír (1863–1906), filolog[p 29]
- Kaplan Viktorin (1876–1945), ředitel Škodových závodů, V, 13, 2
- Karlovský Ada (1885–1946), herec, zpěvák a divadelní režisér; rohový dvojhrob: V, 18; 2–3
- Karlovský Adolf (1922–1995), odbojář, důstojník (generál v. v.), politický vězeň 50. let 20. století, heraldik; rohový dvojhrob: V, 18; 2–3
- Kaška-Zbraslavský Jan (1810–1869), herec, spisovatel, VIII, 5, 29
- Kavalírová Anna (), divadelní ředitelka, IV, 9, 410
- Kheil Napoleon Manuel (1849–1923), malíř, IX, 4, 64
- Khol Karel († 1881), malíř, II, 1, 380
- Kirschner Miloš (1927–1996), loutkoherec, ředitel Divadla Spejbla a Hurvínka, II. ob, 3, 254
- Kiš Vasil (1920–1986), velitel paravýsadku Jan Kozina a spoluzakladatel i velitel Partyzánského oddílu Ludvíka Svobody; rozptyl[20]
- Kittl Emanuel Jan (1844–1911), podnikatel, otec Emy Destinnové, IV, 14, 16/17[21][p 30]
- Klapálek Karel (1893–1984), voják (armádní generál), příslušník československých legií v Rusku, československý vojenský velitel za druhé světové války; II. ob, 20, 170 UH[22]
- Klaudy Karel (1822–1894), pražský starosta, VII, 23, 1
- Klein Dušan (1939–2022), filmový a televizní režisér, IX, 6, 67
- Klenkovy sestry – náhrobek tragicky (v roce 1806) zahynulých děvčátek (sester) v Praze na Žižkově přenesený na Olšanské hřbitovy v Praze v roce 1860 při rušení starého olšanského hřbitova; II., 9
- Klicpera Ivan (1845–1881), spisovatel a vydavatel, syn následujícího (tj. Václava Klimenta Klicpery), II, 5, 123
- Klicpera Václav Kliment (1792–1859), spisovatel, II, 5, 123
- Klika Josef (1857–1906), spisovatel, pedagog, komeniolog, VI, 3, 175
- Kočí Bedřich (1869–1955), nakladatel, X, 5, 91
- Kodet Bohumil († 1912), malíř, X, 7, 117
- Kodet Jiří (1937–2005), herec, IX, 6, 152
- Kolár František Karel (1829–1895), herec, IV, 9, 71
- Kolár Josef Jiří (1812–1896), herec, IV, 9, 38a, náhrobek od Josefa Václava Myslbeka, 1894
- Kolár Karel (1882–1947), herec, člen činohry Národního divadla v Praze, IV, 9, 71[p 31]
- Kolárová-Manetínská Anna (1817–1882), herečka, IV, 9, 62[p 32]
- Kollár Ján (1793–1852), básník, buditel, I. ob, hlavní cesta, hrob převezen roku 1904 z Vídně
- Kometová-Podhorská Katynka (1807–1889), primadona Královského zemského divadla, V, 12, 46[p 33]
- Konrád Edmond (1889–1957), dramatik, I. ob, 2, 50
- Kopecký Karel (1904–1984), loutkář, VI, 6a, 101
- Kopecký Matěj (1901–1970), loutkář, VI, 6a, 101
- Kopecný Bedřich (1913–1972), novinář, spisovatel, satirik a kreslíř, IX, 10a, 23
- Körber Vilém (1845–1899), novinář, IV, 14, 75
- Kořistka Karel František (1825–1896), zeměpisec, IV, 6, 27
- Košín z Radostova Josef (1832–1911), spisovatel, III, 2, 329
- Košler Zdeněk (1928–1995), dirigent, IX, 16, 194-195
- Košnář Julius (1862–1934), autor staropražských pověstí a legend, profesor teologie, IV, 11, 27[p 34]
- Košťál Erno (1889–1957), hudební skladatel, VIII, 8, 60[p 35]
- Košvanec Vlastimil (1887–1956), akademický malíř, VIII, 14, 178[p 36]
- Koťátko Václav (1810–1876), kněz, spisovatel, V, 8, 68a[p 37]
- Kovář Oldřich (1907–1967), operní pěvec, člen opery Národního divadla v Praze, VIII, 6, 636
- Kovařovic Karel (1862–1920), dirigent, hudební skladatel a šéf opery Národního divadla v Praze, VI, 16, 32 (kaplová hrobka)
- Kramář Karel (1860–1937), politik, první premiér ČSR, II. ob, ruská kaple
- Kramerius Václav Matěj (1753–1808), spisovatel, nakladatel, buditel, II, 3, 164
- Kramerius Václav Radomil (1792–1861), spisovatel, II, 3, 164[p 38]
- Kramuele Josef Emil (1821–1884), herec, majitel dřevěné divadelní arény na Vinohradech, na tzv. Kravíně,[26] II, 5, 803[p 39]
- Kranner Josef (1801–1871), architekt a stavitel, VII, 14b, 2-3
- Krásnohorská-Pechová Eliška (1847–1926), spisovatelka a libretistka, VI, 3, 38
- Kremlička Rudolf (1886–1932), malíř, I. ob, 10, 59
- Krofta Alois (1888–1958), architekt, stavitel a hoteliér, VIII, 10, 406
- Kronbauer Rudolf Jaroslav (1864–1915), spisovatel, VI, 16, 75
- Kronbauerová Jarmila (1893–1968), herečka, členka činohry Národního divadla v Praze, VI, 16, 75
- Kroupa Jan (1794–1875), malíř, II, 5, 640[p 40]
- Kroupa Václav (1825–1895), akademický malíř, V, 17, 76
- Krůta Ferdinand (1920–1992), herec, VIII, 5
- Kříženecký Jan (1868–1921), fotograf, VII, 5, 104
- Kuba Ladislav (1874–1925), ředitel Olšanských hřbitovů, VII, 14f, 20
- Kutálek Jan (1917–1987), sochař, keramik, VII, 7c, 49
- Kutlvašr Karel (1895–1961), legionář, generál velící Pražskému květnovému povstání, VIII, 11, 38
- Kvapil František (1855–1925), básník, I. ob, 8, 49, reliéfní portrét na hrobě je dílem sochaře Václava Macha
- Kvapilová Božena (1859–1925), spisovatelka, I. ob, 8, 49
- Kvapilová Božena Adalgésa (1884–1938), malířka, I. ob, 8, 49[p 41]

## L
- Lackovič Otto (1927–2008), herec, člen Městských divadel pražských, VIII, 12, 8 (kolumbárium)
- Lada Josef (1887–1958), malíř, IX, 5, 71
- Ladová Alena (1925–1992), malířka, dcera předešlého tj. Josefa Lady, IX, 5, 71
- Landa Antonín (1899–1968), akademický malíř, VI, 5, 164[p 42]
- Langhans Jan (1831–1928), majitel pražského fotografického salonu, VII, 7, 29
- Langová Zdenka (1884–1925), operní pěvkyně, IX, 16, 21
- Lanna Vojtěch (1805–1866), zakladatel říční nákladní plavby v Čechách, V, 24, 38, na výzdobě mauzolea rodiny Schebkovy a Lannovy se podíleli sochař J. V. Myslbek a kamenosochař Ludvík Šimek a malíř František Sequens, náhrobek architekt Antonín Barvitius, sochař Václav Levý a sochař Fraňa Heidelberg[p 43]
- Lanna Vojtěch (1836–1910), rytíř, průmyslník, mecenáš, V, 24, 38
- Lauermannová Anna (1855–1932), matka Olgy Votočkové-Lauermannové též zde pochované, spisovatelka, V, 12, 42
- Lauffer Emil (1837–1909), malíř, IV, 4, 34
- Lebeda Otakar (1887–1901), malíř, V, 7, 125
- Lesný Vincenc (1882–1953), indolog, IX, 12, 56
- z Lešehradu Emanuel (1877–1955), spisovatel, III, 4, 20
- Lev Josef (1832–1898), operní pěvec (barytonista), IV, 9, 30
- Lexa František (1876–1960), egyptolog, IX, 16, 1–4
- Lhoták ze Lhoty Jan (1865–1914), spisovatel, VIII, 4, 530[p 44]
- Liebscher František (1852–1935), malíř, V, 13, 92a
- Liebscher Karel (1851–1906), malíř, VI, 3, 213
- Liebscherová-Havlíčková Berta (1864–1954), malířka, V, 13, 92
- Liebscherová Marie (1831–1890), herečka, IX, 5, 61[p 45]
- Lier Jan (1852–1917), spisovatel, V, 16, 153
- Linha Karel (1833–1887), starosta Sokola, IV, 12, 102
- Link Karel (1832–1911), ředitel Královské české zemské taneční školy, VI, 6b
- Linn Josef (1802–1848), sochař, III, 5, 528[p 46]
- Lipský Lubomír (1923–2015), herec, člen Městských divadel pražských, IX, 6, 155
- Liška Emanuel Krescens (1852–1903), malíř, VI, 11b, 5
- Lohniský Václav (1920–1980), herec a režisér, IX, 2, 32
- Lom Stanislav (vl. jm. Mojžíš, 1883–1967), dramatik, spisovatel, ředitel Národního divadla v Praze, I. ob, 5, 131uh
- Lošťák Ludvík (1862–1918), básník a skladatel, I. ob, 7, 12
- Lukavský Radovan (1919–2008), herec, člen činohry Národního divadla v Praze, IX, 16, 182
- Luťanský Ivan (1953–1983), herec, VI, 7b, 120

## M
- Macek Antonín (1872–1923), básník, VIII, 3, 411
- Macura Vladimír (1945–1999), spisovatel, IX, 3a, 133
- Mádlo Vojta (1872–1951), hudební skladatel, VIII, 3, 22
- Macháček Simeon Karel (1799–1846), dramatik, II, 7, 97
- Máchal Jan (1855–1939), slavista, VI, 7d, 63
- Machonin Sergej (1918–1995), divadelní a literární kritik, X, 3, 300, plastika od sochaře Olbrama Zoubka
- Majerová Marie (1882–1967), spisovatelka, V, 22, 137
- Maixner Čeněk (1838–1911), dřevorytec, V, 9, 284
- Maixner Petr (1831–1884), malíř, V, 7, 41 (bratr Čeňka Maixnera)
- Majar Matija (1809–1892), slovinský kněz a národní obrozenec, VII, 10, 110 (místo pohřbení), 25 (náhrobek se jménem)[32]
- Majer Eduard († 1924), malíř, V, 7, 353
- Malát Jan (1843–1915), hudební skladatel, VIII, 10, 21a
- Maloch Jan († 1911), malíř, III, 10, 147
- Malý Jakub (1811–1885), spisovatel, III, 6, 108
- Malypetr Jan (1815–1899), první český učitel tělocviku, II, 1, 142
- Mánes Josef (1820–1871), malíř, V, 7, 23
- Mánes Quido (1828–1880), malíř, V, 7, 23 (bratr Josefa Mánesa)
- Mánesová Amalie (1817–1883), malířka, V, 7, 23 (sestra Josefa Mánesa)
- Marek Jan (1890–1936), herec, VI, 7d, 115[p 47]
- Marek Vladimír H. (1883–1939), herec a režisér, V, 21, 192[p 48]
- Margold František Xaver (1887–1967), malíř, architekt, IX, 5, 930
- Marchant Francis Petherick (1870–1938), anglický slavista, spisovatel a překladatel, II, 8/320[p 49]
- Marková Marie (1883–1945), herečka, VII, 15a, 47
- Marold Luděk (1865–1898), malíř, V, 23, 108, náhrobek od Viléma Amorta, 1905
- Mařatka Josef (1874–1937), sochař, VI, 7a, 52
- Mařík Rudolf (1878–1933), herec, režisér, spisovatel, IX, 12, 928[p 50]
- Masaryk Herbert (1880–1915), malíř, I. ob, 2, 57 (starší syn prvního československého prezidenta Tomáše Garrigue Masaryka a Charlotty Garrigue Masarykové)
- Masaryková Anna PhDr. (1911–1996), historička umění a výtvarná teoretička, vnučka Tomáše Garrigue Masaryka, I. ob, 2, 57
- Masaryková Herberta (1915–1996), překladatelka a redaktorka, vnučka Tomáše Garrigue Masaryka, I. ob, 2, 57
- Mastný Vojtěch, JUDr. (1874–1954), diplomat, VI, 16, 17
- Mathesius Vilém (1882–1945), univerzitní profesor, O. ob, 3, 68
- Maturová Růžena (1869–1938), operní pěvkyně, členka opery Národního divadla v Praze, V, 17, 27
- Mauder Josef (1854–1920), sochař, IX, 1, 169, náhrobek od Františka Bílka
- Max Josef (1804–1855), sochař, III, 10, 82, anděl od Josefa Maxe (sám si nakonec vytesal sochu pro vlastní náhrobek na Olšanských hřbitovech)
- Maýr Jan Nepomuk (1818–1888), operní pěvec, dirigent, IV, 14, 132
- Medek Rudolf (1890–1940), generál československých legií v Rusku, spisovatel, VIII, 1, 32
- Menger Václav (1888–1947), herec, scenárista, spisovatel, překladatel a legionář, V, 17, 35
- Menšík Vladimír (1929–1988), herec, IX, 1, 143, kříž od Aleše Hnízdila[p 51]
- Merhout Cyril (1881–1955), historik umění, I. ob, 3, 49
- Mikolášek Jan (1889–1973), lidový léčitel, VI, 16, 13a
- Miřiovská Ema (1891–1974), operní pěvkyně, členka opery Národního divadla v Praze, VIII, 1, 43
- Mixová Ivana (1930–2002), operní pěvkyně, členka opery Národního divadla v Praze, I. ob, 10, 172
- Mohrová z Ehrenfeldu Charlotta (1823–1902), malířka, VII, 12, 8
- Mošna Jindřich (1837–1911), herec, člen činohry Národního divadla v Praze, I. ob, 5, 8
- Moudrá Pavla (1861–1940), spisovatelka, V, 18, 161
- Muttich Kamil Vladislav (1873–1924), malíř, IV, 1, 183
- Mužák Petr (1821–1892), spisovatel, manžel Karoliny Světlé, IV, 8, 8
- Myslbek Petr (1809–1878), akademický malíř, III, 5, 184
- Mysliveček Václav (1812–1882), malíř, II, 5, 729[p 52]
- Myšák František (1870–1941), zakladatel Myšákovy cukrárny ve Vodičkově ulici v Praze, V, 8, 68b

## N
- Načeradský Jiří (1939–2014), malíř a grafik, VI, 10b, 51
- Náprstek Ferdinand Pravoslav (1824–1887), pivovarský podnikatel, mecenáš hudby a divadla a propagátor francouzské kultury (starší bratr Vojty Náprstka), II, 7, 28
- Náprstková Anna (1788–1873), mecenáška, matka Vojty Náprstka, II, 7, 28
- Navrátil Josef (1798–1865), malíř, II, 2, 331
- Nejedlý Karel (1873–1928), malíř, VI, 6a, 292
- Němirovič-Dančenko Vasil Ivanovič (1844–1936), spisovatel, II. ob, 18, 3[p 53]
- Nerad-Dréman Josef (1892–1946), kabaretiér, spisovatel, VI, 7d, 151
- Nešleha Pavel (1937–2003), malíř, grafik a fotograf, IX, 10a, 803
- Neumann Stanislav Kostka (1875–1947), básník a novinář, IV, 6, 97-98
- Niederle Lubor (1865–1944), archeolog, etnograf, I. ob, 3, 1
- Norrová Marie (1912–1980), herečka a operetní subreta, IV, 14, 169-170 (kaple)
- Novák Josef (1855–1906), zakladatel obchodního domu „U Nováků“ v pražské Vodičkově ulici, VI, 16, 14
- Novák Láďa (1865–1944), malíř, VII, 18d, 44
- Nováková Teréza (1853–1912), spisovatelka, V, 20, 25
- Nový Oldřich (1899–1983), herec a režisér, II. ob, 27, 8uh

## O
- Očenášek Ludvík (1872–1949), český konstruktér a vynálezce; část VII, oddělení 5, hrob číslo 54 (hrob se nachází na severním obvodě oddělení 5 hned u hlavní cesty)
- Oličová Karla (1915–1975), filmová herečka, VI, 4, 270
- Oliva Petr (1943–2019), herec a dabér, II. ob, 20, 373
- Oliva Viktor (1861–1928), malíř, I. ob, A, 58
- Ondříček Miroslav (1934–2015), filmový kameraman, VII, 11, 277

## P
- Paďouk Pachomios Roman, ThDr. (1973–2015), pravoslavný kněz a mnich, vysokoškolský pedagog, II. ob, u ruské kaple
- Pachmayer Josef (1864–1928), básník, překladatel a spisovatel, VI, 6, 273
- Palach Jan (1949–1969), student historie a politické ekonomie, upálil se na protest proti sovětské okupaci Československa, IX, 2, 89
- Paleček Jaroslav (1872–1949), malíř, V, 13, 92
- Palivec Josef, JUDr. (1886–1975), spisovatel, VII, 11, 188
- Palouš Josef (1888–1952), akademický sochař, I. ob, 5, 29[p 54]
- Pecka Karel (1928–1997), spisovatel, VII, 10, 21
- Pečírka Josef (1818–1870), spisovatel, vydavatel kalendáře, IV, 9, 107
- Pejčoch Slavomír (1932–2020), český spisovatel a historik (pseudonym: Slavomír Ravik), VII, 13a, 10
- Petrák Antonín (1873–1949), český řecko-římský zápasník, VIII, 10, 206
- Petzoldová-Sittová Marie Žofie (1852–1907), pěvkyně Národního divadla (ND), III, 5, 95
- Piepenhagen August (1791–1868), malíř, VII, 12, 8, náhrobek od Tomáše Seidana, 1870
- Piepenhagenová Louisa (1827–1893), malířka, (jejím otcem byl August Bedřich Piepenhagen) VII, 12, 8
- Pinkas Otto (1849–1890), spisovatel, V, 21, 43
- Piperger Jan († 1888), pražský kat, VII, 18c, 49
- Piram Josef Augustin (1851–1910), malíř, VIII, 5, 388
- Pirner Maxmilian (1854–1924), malíř, I. ob, E, 63
- Piskáček Adolf (1873–1919), hudební skladatel IV, 13, 53
- Plachta Jindřich (1899–1951), filmový herec, II. ob, 11, 480
- Platzer Karel (1858–1895), sochař, VII, 14d, 39
- Platzer Robert (1831–1868), sochař, VII, 5, 65[p 55]
- Plesnivý Heřman Jiří (1884–1952), herec, knihkupec, IV, 5, 129
- Plesnivý Vincent (1879–1944), akademický malíř, IV, 5, 129[p 56]
- Podlipný Jan (1848–1914), pražský starosta, IV, 8, 1
- Podlipská Sofie (1833–1897), spisovatelka, V, 13, 1
- Podlipský Josef (1816–1867), lékař, manžel spisovatelky Sofie Podlipské, II, 9, 41
- Podolská Hana (1880–1972), módní návrhářka, majitelka módního salonu, ikona české předválečné módy, I. ob, 4, 63
- Polívka Osvald (1859–1931), architekt, tvůrce Obecního domu v Praze, I. ob, 5, 24
- Poloczek Bronislav (1939–2012), herec, člen činohry Národního divadla v Praze, VI, 6a, 131
- Poniatowská Marie Terezie, rozená Kinská z Vchynic a Tetova (1740–1806), matka maršála Francie Josefa Antonína Poniatowského (1763–1813), II, 7[p 57]
- Pospíšil Ctirad Václav, prof. Dr., Th.D. (1958–2025), římskokatolický duchovní, vysokoškolský pedagog, systematický teolog, autor řady publikací, VIII, 12
- Presl Jan Svatopluk (1791–1849), autor přírodovědného názvosloví, II, 1, 333
- Procházka Antonín (1849–1903), sochař, III, 3, 38
- Procházka František Faustin (1749–1809), spisovatel, III, 9, 132
- Procházka František Xaver (1887–1950), malíř, VIII, 1, 5
- Prusík František Xaver (1845–1908), spisovatel, VI, 9d, 97[p 58]
- Průcha Karel ThDr. (1818–1883), pomocný biskup pražský, titulární biskup joppenský, V, hrobka kněží pražské arcidiecéze
- Přibyl František (1861–1931), spisovatel, IV, 13, 10[p 59]
- Příhoda Václav (1889–1979), psycholog, V, 12
- Pštros František Václav (1823–1863), první český starosta Prahy, V, 24, 45
- Pštrosová-Kupková Anna (1848–1903), pěvkyně, V, 24, 45[p 60]
- Pucherna Antonín (1776–1852), malíř, V, 13, 118

## R
- z Radostova Košín Josef (1832–1911), spisovatel, III, 2, 329
- Rajská-Čelakovská Bohuslava (1817–1852) básnířka, 2. žena Františka Ladislava Čelakovského, III, 2, 329
- Rajmont Ivan (1945–2015), divadelní režisér a pedagog na DAMU, VI, 9b, 67
- Rak Josef († 1905), lidový zpěvák, kabaretiér, V, 15, 364
- Raková Anna († 1902), zpěvačka, V, 15, 364
- Rank Josef (1833–1912), slovníkář, IV, 12, 52
- Rašilov Saša (1891–1955), herec, člen činohry Národního divadla v Praze, V, 10, 425
- Rezek Antonín (1853–1909), historik, V, 11, 44a
- Rilke von Rüliken Jaroslav (1835–1892), advokát, strýc básníka Rainer Maria Rilkeho, II, 8, 42
- z Rittersbergu Ludvík (1809–1858), spisovatel, III, 8, 42[p 61]
- Rösner Boris (1951–2006), herec, člen činohry Národního divadla v Praze, I. ob, 10, 341
- Rott Vincenc (1813–1890), zakladatel firmy Železářství V. J. Rott, VII, 23, 12
- Rousek Josef (1872–1942), zachránce tonoucích na pražské Kampě, známá postavička, VII, 16, 431
- Rovenský Josef (1894–1937), filmový herec a režisér, V, 18, 150
- Ruth František (1851–1903), spisovatel, II, 2, 88
- Rutte Miroslav (1889–1954), literární a divadelní kritik, esejista, publicista, dramatik, prozaik a básník, V, 23, 110
- Růžičková Helena (1936-2004), herečka, komička, tanečnice a baletka (rozptyl)

## Ř
- Řezáč František Josef (1819–1879), katolický kněz, pedagog, spisovatel a politik (podporovatel a reformátor českého školství a autor návrhů humanizace vězeňství); III, 2, 131
- Řivnáč Antonín (1843–1917), knihkupec a nakladatel, III, 10, 85

## S
- Sabina Karel (1813–1877), spisovatel a libretista, III, 6, 187
- Sagar Jan Křtitel Michael (1732–1813), lékař, II, 7, v jižní zdi[p 62]
- Salus Hugo (1866–1919), pražský německý básník, I. ob, 8, 1
- Sandtnerová-Janků Marie (1885–1946), učitelka, autorka kuchařských příruček a propagátorka zdravé výživy, IV, 8, 12
- Sauer Franta (1882–1947), spisovatel, bohém, přítel Jaroslava Haška, II. ob, 11
- Seidan Tomáš (1830–1890), sochař, V, 10, 148
- Seifert Jakub (1846–1919), herec, člen Národního divadla v Praze, V, 10, 7
- Seifertová Terezie (1843–1914), herečka; (Terezie Ledererová–Seifertová (1844–1914) – manželka Jakuba Seiferta), V, 10, 7
- Scheiner Artuš (1863–1938), malíř, I. ob, 2, 51
- Schelinger Jiří (1951–1981), zpěvák, VI, 5, 133
- Schmidt-Bauchez Louis (1848–1912), novinář, VII, 11, 548
- Schnirch Bohuslav (1845–1901), sochař, IV, 13, 128–9, náhrobek od Antonína Wiehla
- Schulz Bohuslav († 1897), malíř, VIII, 8, 198
- Schulz Karel (1899–1945), spisovatel, V, 12, 74
- Schulz Václav (1854–1902), spisovatel, V, 11, 62
- Schulzová Anežka (1870–1905), spisovatelka, V, 12, 74
- Sklenářová-Malá Otilie (1844–1912), herečka, členka činohry Národního divadla v Praze, IV, 11, 116, autor plakety Josef Šejnost
- Skramlík rytíř Jan (1860–1936), malíř, V, 23, 105
- ze Skramlíků rytíř Emilián (1834–1908), pražský starosta, VII, 23, 54
- Sladkovský Karel, JUDr. (1823–1880), politik, novinář, IV, 6, 135; náhrobek od Antonína Wiehla a Josefa Václava Myslbeka, 1884
- Sládková Helena (1880–1946), dcera básníka Josefa Václava Sládka, IV, 10, 356[p 63]
- Sládková Marie (1859–1936), choť básníka Josefa Václava Sládka, IV, 10, 356[p 64]
- Slavíček Antonín (1870–1910), malíř, VIII, 1, 32, autor náhrobku Josef Mařatka
- Slavíček Jan (1901–1970), malíř, syn Antonína Slavíčka, VIII, 1, 32
- Slavínská z Rittersbergu Jindřiška (1843–1908), herečka, VI, 7c, 64
- Slukov Vojta Jakub (1847–1903), herec, VI, 10b, 26
- Smetana Augustin (1814–1851), filozof, I. ob, 8, 3
- Smetanová Bedřiška (1851–1856), dcera Bedřicha Smetany, II, 2, 590[p 65]
- Smetanová Kateřina (1827–1859), první žena Bedřicha Smetany, II, 2, 590[p 66]
- Smoljak Ladislav (1931–2010), herec, režisér, scenárista, dramatik, zakladatel Divadla Járy Cimrmana, VIII, 5, 558, náhrobek je dílem Jiřího Lastovičky
- Smotlacha František (1884–1956), mykolog, zakladatel českého vysokoškolského sportu, VII, 23, 3
- Smrkovský Josef (1911–1974), politik a komunistický funkcionář, jedna z hlavních tváří Pražského jara, IX, 2, 57
- Sobotka Primus (1841–1925), spisovatel, IV, 12, 117
- Sodoma Josef († 1883), lidový písničkář, II, 5, 33[p 67]
- Sokol Karel Stanislav (1867–1922), novinář, I. ob, 4, 8
- Souček Josef, ThDr. h. c. (1864–1938) synodní senior Českobratrské církve evangelické, I. ob, 7, 46
- Srdce Alois (1852–1905), nakladatel a knihkupec, otec knihkupce a nakladatele, jenž se jmenoval stejně jako on tj. Alois Srdce (1888–1966), IV, 12, 389
- Stallich Jan (1907–1973), filmový kameraman, IX, 5, 546
- Staněk Václav (1804–1871), lékař, spisovatel, III, 4, 277
- Stankovský Josef Jiří(1844–1879), herec a spisovatel, II, 5, 78
- Steimar Jiří (1887–1968), herec, člen činohry Národního divadla v Praze, V, 9, 11
- Steimar Miloš (1922–1949), herec, syn Jiřího Steimara, V, 9, 11
- Steimarová Anna (1889–1962), herečka, IX, 6, 152
- Steimarová Jiřina (1916–2007), herečka, dcera Jiřího Steimara, IX, 6, 152
- Storch Alexander (1816–1892), knihkupec, V, 8, 126[p 68]
- Stroupežnický Ladislav (1850–1892), dramatik, III, 3, 11
- Stuchlík Konstantin (1877–1949), malíř, IV, 14, 151[p 69]
- Suková Věra (1931–1982), tenistka a trenérka, jedenáctinásobná mistryně Československa, IX, 3, 579
- Světlá Karolina (1830–1899), spisovatelka, IV, 8, 8
- Svoboda Karel (1824–1870), malíř, VI, 8, 127
- Svoboda Karel (1860–1920), malíř, VI, 8, 127
- Syrový Jan (1888–1970), československý armádní generál, příslušník a velitel Československých legií v Rusku a předseda československé vlády v období Mnichovské dohody, VIII, 1, 19

## Š
- Šafařík Pavel Josef (1795–1861), slavista, I. ob, 3, 1
- Šamberk František Ferdinand (1839–1904), herec a spisovatel, V, 17, 57
- Šembera František (1842–1898), spisovatel, V, 9, 88
- Šíma Albín (1886–1951), profesor konzervatoře, II. ob, 11, 624[p 70]
- Šimáček Bohuslav (1866–1945), nakladatel, IV, 11, 24–25[p 71]
- Šimáček František (1834–1885), novinář a nakladatel, IV, 11, 24–25
- Šimáček Anastasia Matěj (1860–1913), básník, V. 5, 88
- Šimáček Radovan (1908–1982), spisovatel, IV, 11, 24–25
- Šimanovský Karel (1826–1904), herec Národního divadla (ND), VI, 3, 9
- Šípek Bořek (1949–2016), světově uznávaný sklářský výtvarník, designér a architekt, IX, 3a, 11
- Šípek František (1850–1906), herec, spisovatel, IX, 13, 3
- Šmíd František Leopold (1848–1915), kabaretiér, IX, 9, 444[p 72]
- Šolc Jindřich (1846–1916), starosta Prahy, IV, 14, 58
- Špidlen František (1867–1916), mistr houslař, X, 8, 23[p 73]
- Špidlen Otakar (1896–1958), mistr houslař, X, 8, 23[p 74]
- Štáflová Vlasta (1907–1945), spisovatelka, VIII, 12, 440
- Štáchová Helena (1944–2017), loutkoherečka, režisérka, ředitelka Divadla Spejbla a Hurvínka, II. ob, 3, 254
- Štaidl Jiří (1943–1973), textař písní, IX, 11, 18
- Štaidl Ladislav (1945–2021), zpěvák, textař, hudebník, bratr Jiřího Štaidla, IX, 11, 18
- Štěpánek Jan Nepomuk (1873–1844), ředitel Stavovského divadla, II, 6, 59
- Štorch Alexander mladší (1851–1901), knihkupec a nakladatel, V, 8, 126
- Šubrt František Adolf (1849–1915), ředitel Národního divadla (ND), V, 25, 8
- Šumavský Josef František (1796–1857), slovníkář, VI, 12, 291
- Šutera Josef (1871–1928), vinárník, IX, 7, 226
- Šváb Malostranský Josef (1860–1932), herec, IX, 3a 73
- Šváb Ludvík (1924–1997), surrealista, jazzman, filmový historik, vnuk předešlého (tj. Josefa Švába Malostranského), IX, 3a, 73
- Švarc Bohumil (1926–2013), herec, člen Městských divadel pražských, VI, 7d, 172

## T
- Teplý Jan (1931–2007), herec, VI, 11a, 85uh
- Thomé František (1807–1872), ředitel Prozatímního divadla, II, 5, 124
- Tichý Alois, ředitel kabaretu, VIII, 5, 322[p 75]
- Tichy Eduard (1822–1891), zakladatel Varieté v Karlíně, V, 21, 74[50]
- Tilschová Anna Maria (1873–1957), spisovatelka, IV, 11, 22
- Tkadlík František (1786–1840), malíř, II, 1, 206
- Toman Prokop, JUDr. (1872–1955), spisovatel, autor Slovníku československých výtvarných umělců, III, 4, 68
- Toman Prokop H., JUDr., PhDr. (1902–1981), advokát, historik umění, syn Prokopa Tomana III, 4, 68
- Tonner Emanuel (1829–1900), historik, spisovatel, politik, IV, 10, 45
- Topič František (1858–1941), nakladatel, VI, 10b, 30
- Topič Jaroslav (1885–1936), nakladatel, syn předešlého tj. syn Františka Topiče, VI, 10b, 30
- Toužimský J. J. (1848–1903), nakladatel, III, 9, 136
- Trojan Emanuel (1901–1935), herec, spisovatel, VI, 11b, 11[p 76]
- Trojan Josef (1905–1965), herec, VI, 11b, 11
- Tůma František (1846–1887), spisovatel, V, 7, 63[p 77]
- Tůma Karel (1843–1917), redaktor Národních listů, III, 4, 279
- Tůma Vladimír (1908–1949), spisovatel, III, 4, 279[p 78]
- Turek Alois (1810–1893), architekt, III, 2, 42
- Tylová Magdalena (1803–1870), manželka Josefa Kajetána Tyla[p 79]
- Tyrš Miroslav (1832–1884), první náčelník Sokola, V, 8, 164, dvojportrét Miroslava Tyrše a Fügnera od Bohuslava Schnircha, náhrobek Josef Schulz
- Tyršová Renata (1854–1937), spisovatelka, Tyršova manželka, Fügnerova dcera, V, 8, 164

## U
- Ullik Hugo (1838–1881), malíř, IV, 1, 18
- Ullrich Eduard († 1899), malíř karet, IV, 9, 229
- Urban Bohumil Stanislav (1903–1997), malíř, I. ob, 6a, 13[p 80]
- Urbánek František Augustin (1842–1919), zakladatel hudebního nakladatelství, V, 21, 265
- Urbánek Mojmír (1873–1919), zakladatel Mozartea, VIII, 14, 249[p 81]
- Urbanová-Santholzerová Antonie (1903–1987), sochařka, malířka, spisovatelka, žena Bohumila Stanislava Urbana, I. ob, 6a, 13[p 82]
- Urvancov Lev Nikolajevič (1865–1929), ruský dramatik, II. ob, 6a, 13

## V
- Václavík Václav († 1893), malíř, IV, 13, 454
- Vala Jiří (1926–2003), herec, člen činohry Národního divadla v Praze, II. ob, 8, 70
- Vališ Ferdinand († 1887), pražský starosta, III, 4, 333
- Váňa Jan (1847–1915), překladatel, spisovatel, I. ob, 106
- Vášová Marie (1911–1984), herečka, členka činohry Národního divadla v Praze, IV, 14, 169-170 (kaple)
- Vávra-Haštalský Vincenc (1824–1877), spisovatel, II, 6, 274
- Včelička Géza (1901–1966), spisovatel, II. ob, kaple, hrobka 13
- Veselý František (1862–1923), lékař, budovatel Luhačovic, I ob., 10, 286
- Veverka Jaroslav (1912–1976), operní pěvec, člen opery Národního divadla v Praze, IX, 13, 85[53]
- Veverka Ludvík (1893–1947), herec, člen činohry Národního divadla v Praze, V, 18, 60[p 83][55]
- Vihan Hanuš (1855–1920), violoncellista a hudební pedagog, I. ob, 7, 7, plastika od Františka Bílka
- Vika Karel (1875–1941), spisovatel, IX, 5, 888[p 84]
- Villani, svobodný pán Drahotín de Castello Pillonico Karel (1818–1883), básník, starosta Benešova, VIII, 3, 168
- Vlček Jaroslav (1860–1930), literární historik, I. ob, 9
- Vocel Jan Erazim (1803–1871), historik umění, spisovatel, II, 1, 82
- Vodílek Jindřich (1876–1932), závodník na cyklistických oválech, 2. ob; oddělení 19; hrob číslo 570
- Vočadlo Otakar (1814–1885), literární vědec, anglista, V, 9, 8
- Vochoč Jan (1865–1920), malíř, VIII, 5, 219
- Vojan Eduard (1853–1920), herec, člen činohry Národního divadla v Praze, VI, 10b, 28, náhrobek od Jana Kotěry
- Vojanová Olga (1896–1922), herečka, dcera Eduarda Vojana, VI, 10b, 28[p 85]
- Vojta-Jurný, Adolf (1893–1957), herec, IX, 13, 93
- Vojta-Jurný Alois (1864–1906), herec a režisér, IX, 13, 93
- Vojta Jaroslav (1888–1970), herec, člen činohry Národního divadla v Praze, IX, 13, 93
- Vojtová Hermína (1890–1976), herečka, sestra Jaroslava Vojty, IX, 13, 93
- Volek Miki (1943–1996), zpěvák rokenrolu, I. ob, 9
- Vorovka Karel (1879–1929), matematik, filozof a spisovatel, VI, 3, 220
- Voska Václav (1918–1982), herec, člen Městských divadel pražských, VII, 8, 265
- Voskovec Jiří (1905–1981), herec, dramatik, I. ob, 9, 267, společný hrob s Janem Werichem[p 86]
- Vostrčilová Lída (1918–2003), herečka, manželka herce Josefa Chvaliny, VII, 15a, 117
- Vošahlíková Jaroslava (1896–1958), herečka, VIII, 5, 90
- Vošahlíková Marie († 1913), herečka, VIII, 5, 54
- Votočková-Lauermannová Olga (1877–1964), dcera Anny Lauermannové též zde pochované, spisovatelka, kulturní historička, V, 12, 42
- Vráz Enrico Stanislav (1860–1932), cestovatel, I. ob, 10, 290[p 87]
- Vrba Karel (1845–1922), mineralog, VI, 16, 86
- Vrbský Bedřich (1890–1966), herec a režisér, VI, 7d, 52
- Vrchlická Eva (1888–1970), herečka a spisovatelka, členka činohry Národního divadla v Praze, V, 13, 1
- Vrchlická Ludmila (1861–1915), manželka Jaroslava Vrchlického, V, 13, 1
- Vrťátko Antonín Jaroslav (1815–1892), filolog, spisovatel, IV, 1, 37[p 88]
- Vydra Stanislav (1741–1804), rektor pražské univerzity, buditel; II, 9, 30a
- Vyhnan Adolf (1853–1921), malíř, VI, 6a, 8
- Vyskočil Augustin (1852–1902), dirigent, sbormistr, kapelník Národního divadla v Praze, VII, 14a, 25a

## W
- Wachsmann Bedřich (1820–1897), architekt, malíř, VII, 6, 9
- z Wachsteinu rytíř Max Emanuel (1807–1901), sochař, III, 10, 82
- Waldhauser Antonín (1835–1913), malíř, IX, 3a, 63
- Wanderer Josef († 1928), humorista, IV, 14, 102[p 89]
- Weigel Jan (1815–1891), pražský malíř, IV, 8, 239
- Weil Karel († 1922), lékař, I. ob, C, 163[p 90]
- Weingart Miloš (1890–1939), slavista, VII, 6, 40
- Wenzig Josef (1807–1876), spisovatel, III, 8, 10
- Werich Jan (1905–1980), herec, spisovatel, I. ob, 9, 267, náhrobek viz Jiří Voskovec
- Werichová-Kvapilová Jana (1935–1981), herečka, dcera Jana Wericha, I. ob, 9, 267
- Weyr Eduard (1852–1903), profesor techniky, VI, 3, 3–4
- Wihan Hanuš (1855–1920), hudebník, člen Českého kvarteta, náhrobek od Františka Bílka, I. ob, 7, 7
- Wildt Antonín (1830–1883), sochař, III, 1, 212
- Winter - Neprakta Jiří (1924-2011),  kreslíř, karikaturista, ilustrátor, humorista, orientalista a sběratel, IX, 10a, 23
- Wohlschläger Leopold (1855–1929), pražský kat (popravčí), IX, 3b, 396
- Wratislav z Mitrovic hrabě František Xaver (1801–1873), prezident Zemského soudu, II, 9, 66
- Würbs Karel (1807–1876), malíř, II, 2, 29
- Wurzel Ludvík (1865–1876), sochař, IX, 12, 137

## Z

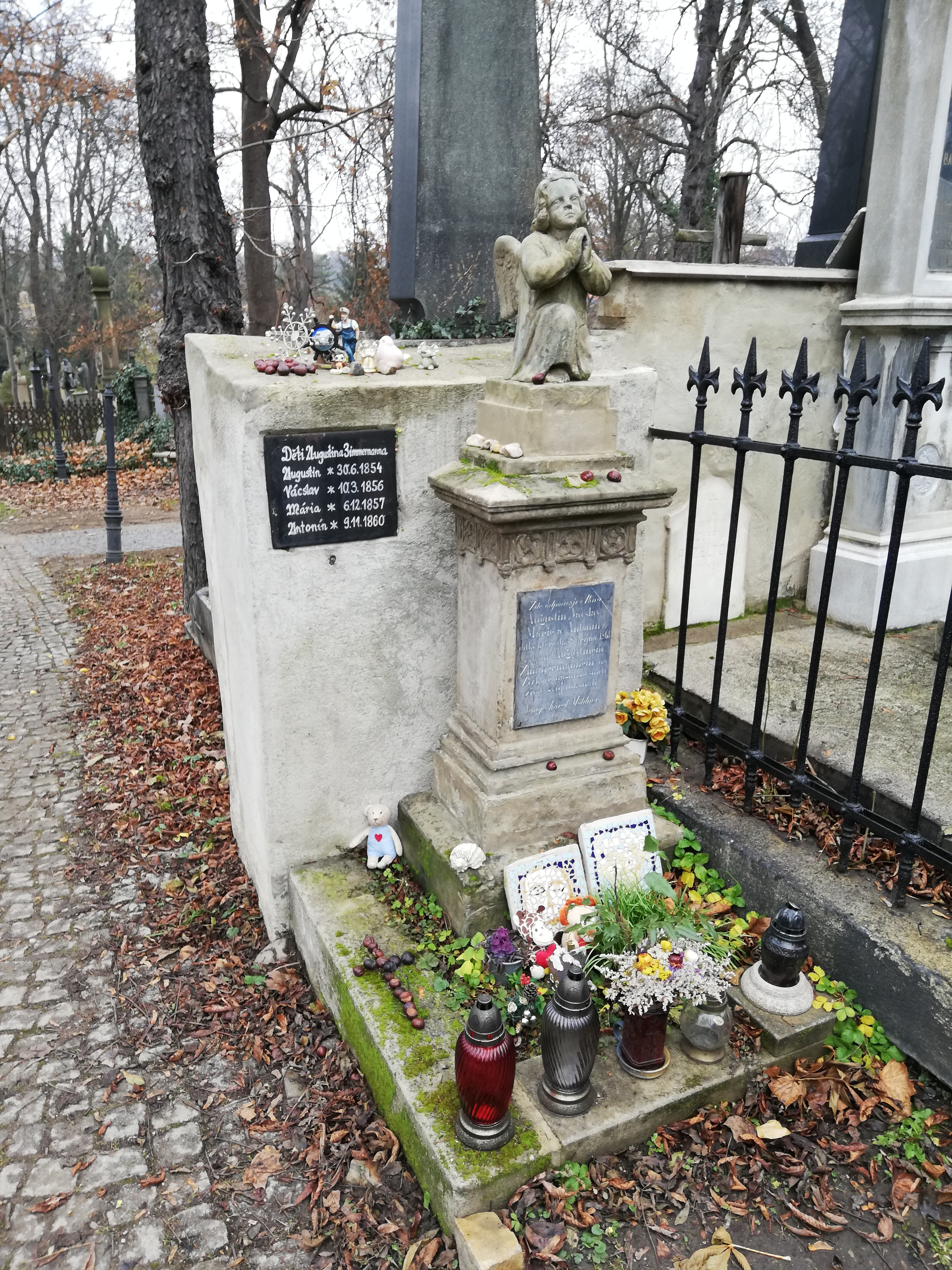
Celkový pohled na hrob, kam byly pochovány zavražděné Zimmermannovy děti

- Zahradník-Brodský Bohumil (1862–1939), spisovatel, VI, 7d, 4
- Zamara Mizzi (1893–1933), primabalerína Národního divadla (ND), IV, 11, 187[56]
- Zapletal Jan (1840–1891), malíř, VII, 11, 134
- Zápotocký Ladislav (1852–1946), zakladatel české sociální demokracie, otec prezidenta Antonína Zápotockého, hrob neoznačen
- Zátka Ferdinand (1845–1901), zakladatel pekáren ve Vysočanech, V, 8, 55
- Zdobinský Raimund († 1880), sochař, IV, 11, 441
- Zeberer Jan Josef (1712–1789), (Joannes Josephus Zeberer) – právník, novoměstský kancléř a překladatel, II, 7
- Zeffiová-Heřmanová Marie (1882–1935), pěvkyně, III, 5, 386[p 91]
- Zelinka František () – stavitel, nejstarší hrobka na Olšanech, založená 1800, III, 10, 147
- Zemanová-Humpalová Josefa (1870–1906), spisovatelka, I. ob, 1, 45
- Zeyer Jan (1847–1903), stavitel a spisovatel, bratr básníka Julia Zeyera, V, 21, 269
- Zeyer Jan († 1879), podnikatel, otec básníka Julia Zeyera , V, 24, 24–25, autor náhrobku Václav Levý, 1869
- Ziegloser Jan (1875–1955), nakladatel, VI, 9b, 3[p 92]
- Ziegloserová-Mimrová Anna (1883–1942), spisovatelka, VI, 9b, 3
- Ziková Aloisie (1874–1896), spisovatelka, IV, 6, 244
- Zillich Emanuel (1829–1896), malíř, III, 6, 353
- Zimmermannovy děti – zavražděny 27. října 1861 otcem Augustinem Zimmermannem poté, co byla rodina vykázána z bytu, III, 9, 36[59]
- Zimová Marie (1873–1929), herečka, IV, 10, 308[p 93]
- Zítková Žofie (1857–1930), členka opery Národního divadla (ND), IV, 10, 14
- Zöllner František (1858–1940), divadelní ředitel, VII, 7, 277[p 94]
- Zöllnerová Anna (1861–1902), herečka, VII, 7, 277
- Zöllnerová Hermína (1877–1962), poslední ředitelka Zöllnerova divadla, VI, 3[60]
- Zöllnerová Marie (1861–1912), herečka, VII, 7, 277

## Ž
- Žákavec František (1878–1937), historik a kritik umění, IV, 11, 447
- Žbirka Miro (1952–2021), slovenský hudebník a zpěvák, (část IV, oddělení 11, hrob na obvodu oddělení 11 hned u hlavní cesty těsně u velkého rozcestí)
- Ženíšek František (1849–1916), malíř, IV, 4, 17, busta od Ladislava Kofránka, 1936
- Ženíšek František mladší (1877–1935), malíř, syn Františka Ženíška, IV, 4, 17[p 95]
- Živný František († 1888), operní pěvec, VII, 18a, 74
- Žižka Gabriel (1833–1883), starosta pražského Sokola, IV, 11, 121
- Žižka Josef (1867–1908), člen Národního divadla (ND), III, 8, 114
- Žufan Bořivoj (1904–1942), malíř, II, 1, 137, autor náhrobku Břetislav Benda, 1942[p 96]